# Monckton Hoffe
Pour les articles homonymes, voir Hoffe.
Monckton Hoffe, de son vrai nom Reaney Monckton Hoffe-Miles, est un dramaturge et scénariste irlandais né le 26 décembre 1880 dans le Connemara (Irlande) et mort le 4 novembre 1951 à Londres (Angleterre).

## Biographie
Monckton Hoffe commence une carrière de dramaturge en Irlande avant de s'installer à Londres au début des années 1900. Certaines de ses pièces sont adaptées pour le cinéma, puis il décide dans les années 1920 d'écrire lui-même des scénarios.

## Théâtre
- 1910 : The Little Damozel
- 1914 : Panthea
- 1917 : Anthony in Wonderland
- 1922 : The Lady Cristilinda
- 1922 : The Faithful Heart
- 1925 : The Crooked Friday
- 1929 : Many Waters

## Filmographie

### Cinéma
- 1916 : The Little Damozel de Wilfred Noy
- 1917 : Panthea de Allan Dwan
- 1922 : The Faithful Heart de Fred Paul
- 1923 : The Man Without Desire (en) de Adrian Brunel
- 1928 : L'Ange de la rue de Frank Borzage
- 1929 : Le Vaisseau de la haine de Norman Walker
- 1929 : Sous la verte ramure (en) de Harry Lachman
- 1929 : Pleasure Crazed de Donald Gallaher et Charles Klein
- 1930 : Hai-Tang de Richard Eichberg et Jean Kemm
- 1930 : L'Amour, maître des choses de Richard Eichberg et Walter Summers
- 1931 : Many Waters (en) de Milton Rosmer
- 1932 : The Faithful Heart de Victor Saville
- 1933 : Bitter Sweet (en) de Herbert Wilcox
- 1933 : The Little Damozel (en) de Herbert Wilcox
- 1934 : What Every Woman Knows de Gregory La Cava
- 1934 : Outcast Lady de Robert Z. Leonard
- 1934 : The Mystery of Mr. X (en) de Edgar Selwyn
- 1934 : La Reine (en) de Herbert Wilcox
- 1935 : Rendez-vous de William K. Howard
- 1935 : Monseigneur le détective (The Bishop Misbehaves) d'Ewald-André Dupont
- 1935 : La Malle de Singapour de Tay Garnett
- 1936 : Pagliacci de Karl Grune
- 1937 : Le Secret des chandeliers de George Fitzmaurice
- 1937 : La Fin de Mme Cheyney de Richard Boleslawski
- 1937 : Sa plus belle chance (en) de Herbert Wilcox
- 1940 : Busman's Honeymoon de Arthur B. Woods et Richard Thorpe
- 1941 : Un cœur pris au piège de Preston Sturges
- 1948 : La Belle imprudente de Jack Conway
- 1948 : Daybreak de Compton Bennett
- 1951 : Four Days (en) de John Guillermin
- 1952 : Derby Day (en) de Herbert Wilcox
- 1956 : Millionnaire de mon cœur de Norman Taurog

### Télévision
- 1950-1953 : BBC Sunday-Night Theatre (2 épisodes)
- 1951 : Nocturne in Scotland (téléfilm)

## Nominations
- Oscars du cinéma 1942 : Oscar de la meilleure histoire originale pour Un cœur pris au piège